# Чуваські Ішаки
Чуваські Іша́ки (рос. Чувашские Ишаки, чув. Чăваш Ишек) — присілок у складі Батиревського району Чувашії, Росія. Входить до складу Довгоострівського сільського поселення.
Населення — 311 осіб (2010; 342 у 2002).
Національний склад:
- чуваші — 100 %